# Circ Bover
El Circ Bover és un circ creat a Mallorca el 2005 i liderat per Tià Jordà, que circula per l'illa amb una petita carpa amb capacitat per a 300 espectadors. La proposta és de circ contemporani arrelat a la llengua i cultura comunes.